# Buruszowie
Buruszowie – grupa etniczna, której językiem jest buruszaski, zamieszkująca głównie środkową część doliny rzeki Hunzy, dolinę Yasin i dolinę rzeki Nagir (dopływu rzeki Hunzy), w autonomicznym rejonie administracyjnym Gilgit-Baltistan (do 2009 r. Obszary Północne) w północnym Pakistanie. Według danych z 1991 r. grupa ta liczyła niewiele ponad 90 tys. osób. Buruszowie, którzy opuścili Hunzę, mieszkają i/lub pracują w Gilgicie, Śrinagarze, Karaczi; wielu Buruszów pracuje za granicą, głównie w krajach Półwyspu Arabskiego, Afganistanie, Europie i w Ameryce Północnej, i studiuje w Chinach. Na temat przynależności genealogicznej języka Buruszów nie ma wśród językoznawców zgody, przeważnie uważany jest wciąż za język izolowany. Także pochodzenie jego użytkowników jest przedmiotem dociekań naukowych, przy czym podkreśla się brak podobieństw genetycznych między Buruszami a ludami zamieszkującymi w bezpośrednim sąsiedztwie. Na pochodzenie zarówno języka buruszaski, jak i jego użytkowników rzucają światło badania J.H. Holsta, wedle których buruszaski jest spokrewniony z południowo-gruzińskimi językami kartwelskimi, i tam prawdopodobnie należy szukać rdzennych ziem Buruszów. Udokumentowane jest istnienie niezawisłych księstw (państewek) zamieszkałych przez Buruszów: Hunza, Nagir i Yasin od co najmniej XV w. do 1891 r., kiedy to ich tereny weszły w skład Imperium Brytyjskiego, zachowując jednak wewnętrzną niezależność. Wraz z podziałem Indii Brytyjskich w 1947 r. księstwa Buruszów znalazły się w granicach Pakistanu; księstwa Hunzy i Nagiru pozostały samorządne aż do ich likwidacji w 1974 i 1972 r. Buruszowie zamieszkiwali płaskie dna wysoko położonych i trudno dostępnych dolin rzek (Hunzy i jej dopływów), gdzie warunki terenowe, gleby i klimat sprzyjały rolnictwu i pasterstwu; przez stulecia prac irygacyjnych i budowy tarasów na najniższych partiach zboczy górskich powiększali teren upraw i zasiedlenia. Do tradycyjnych zajęć w dalszym ciągu zaliczają się pasterstwo (głównie owce, kozy, jaki i bydło), sadownictwo (głównie jabłka, czereśnie, orzechy włoskie i morele) oraz w mniejszym zakresie uprawa pasz i zbóż. Tradycyjny model życia zmienia się stopniowo, szczególnie w konsekwencji budowy przez Dolinę Hunzy szosy Karakoram Highway (ukończonej w 1978 r.), emigracji zarobkowej i rozwoju turystyki. Od XVI w. Buruszowie wyznają islam: na terenie dystryktów Hunzy i Yasin są to przeważnie izmailici, w dystrykcie Nagir szyici.

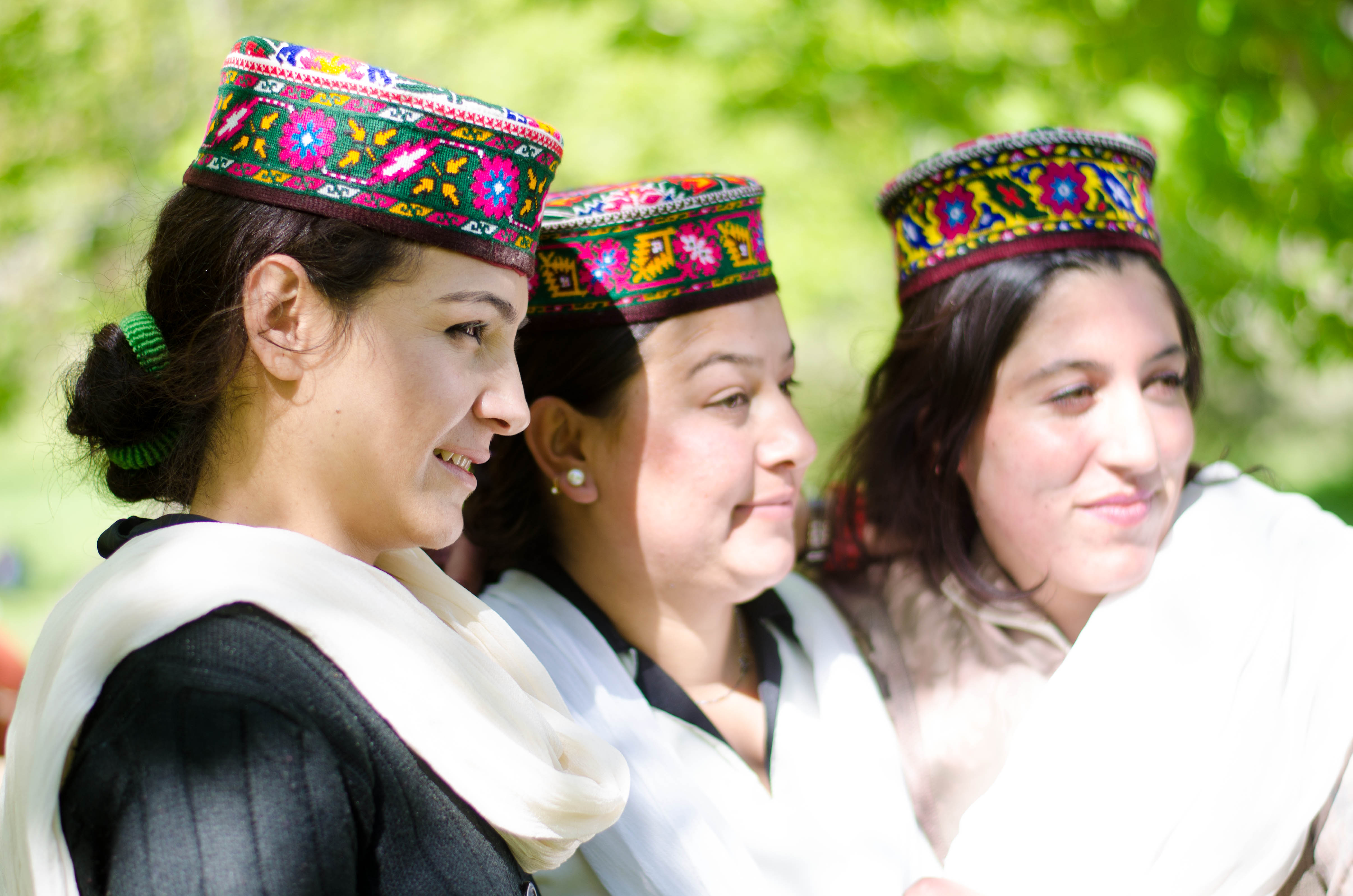
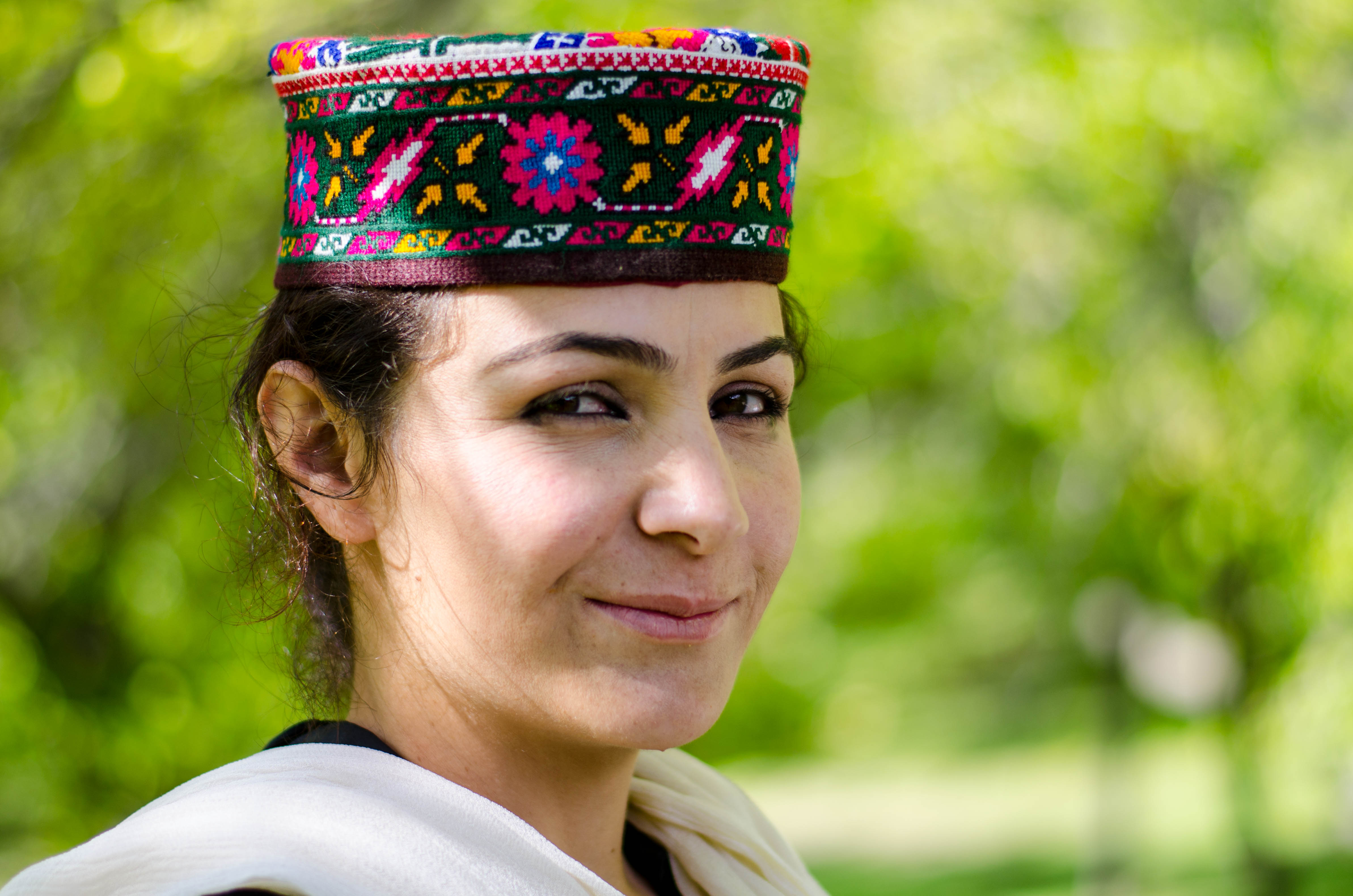
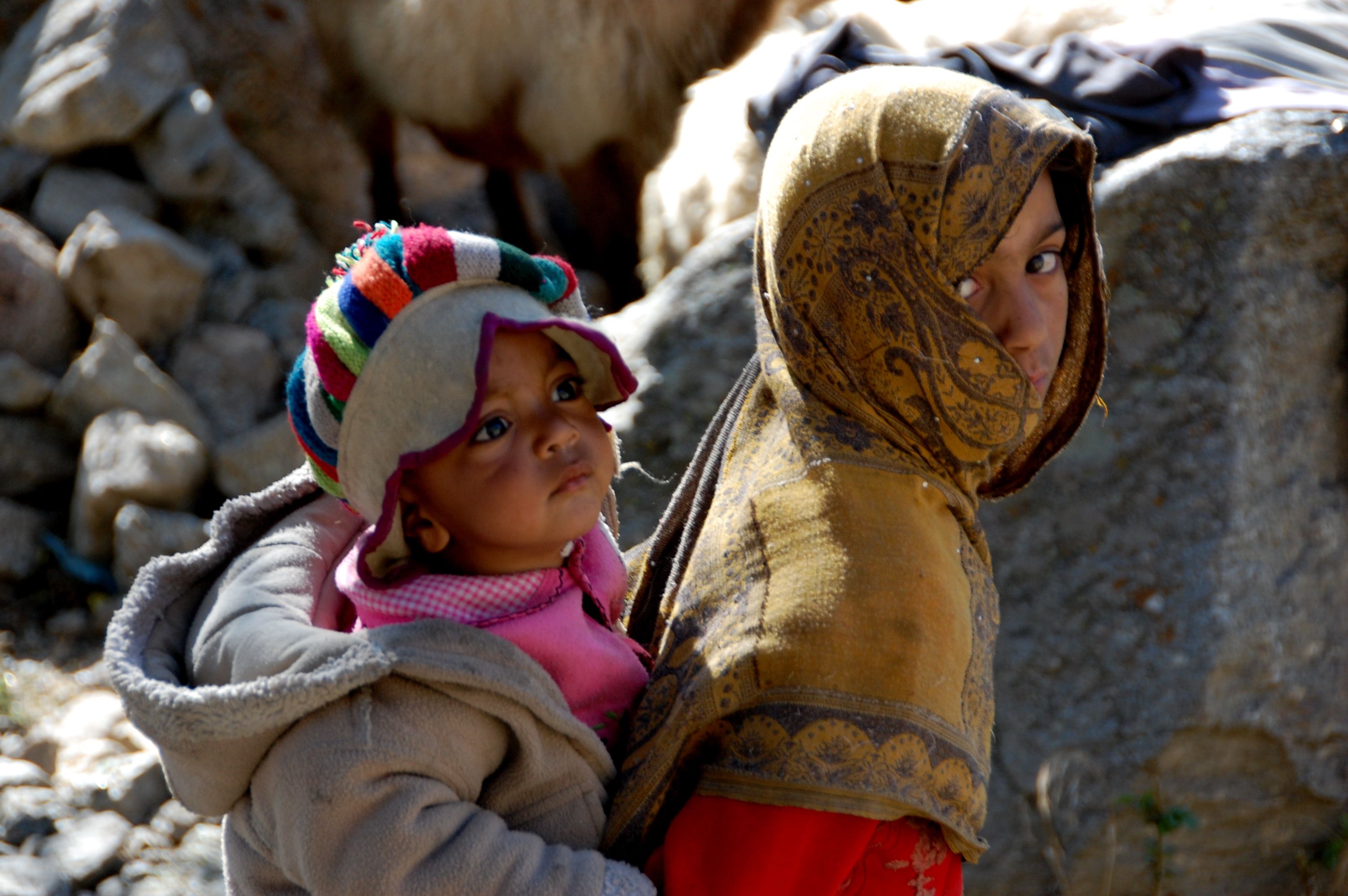
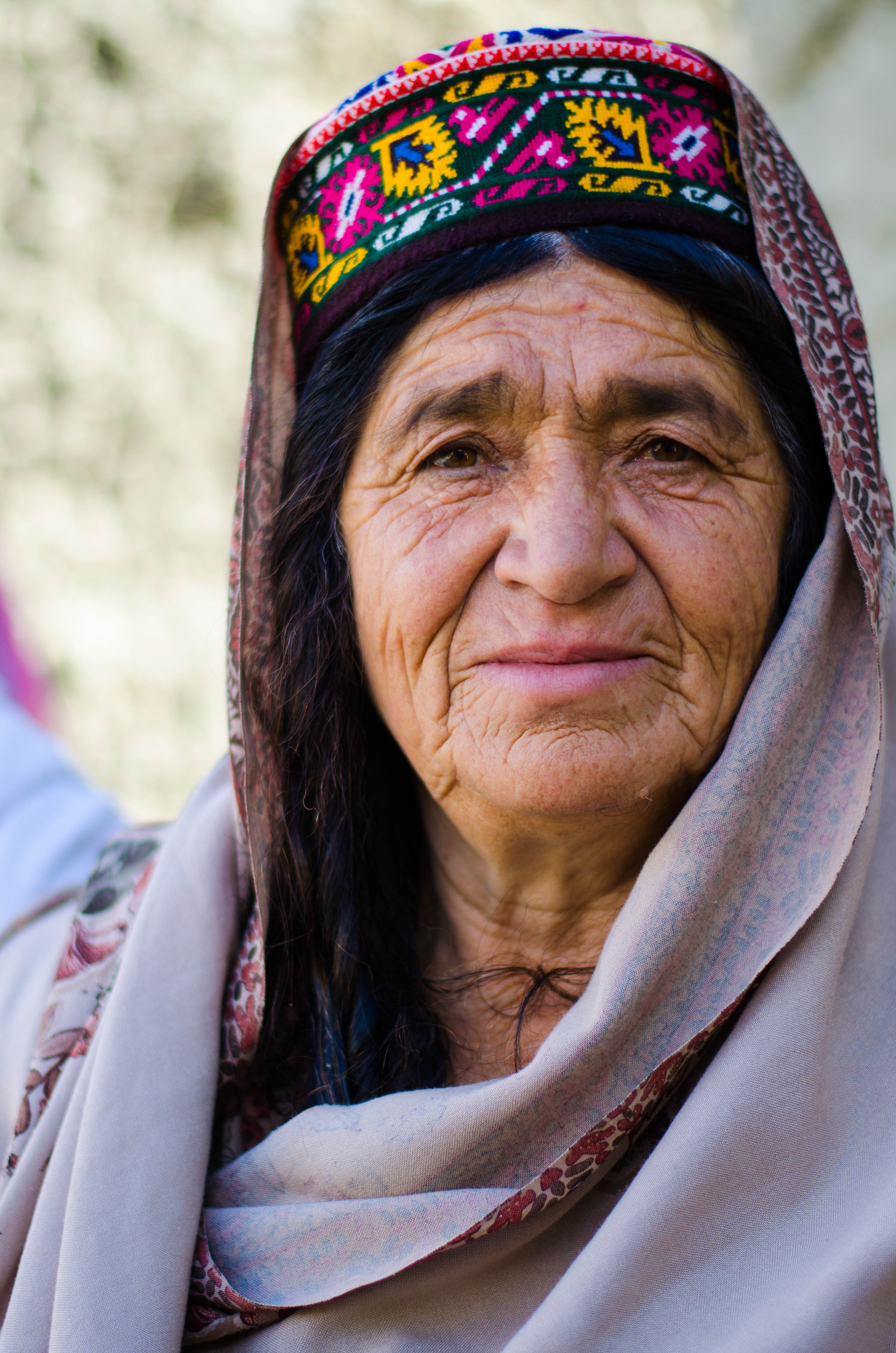
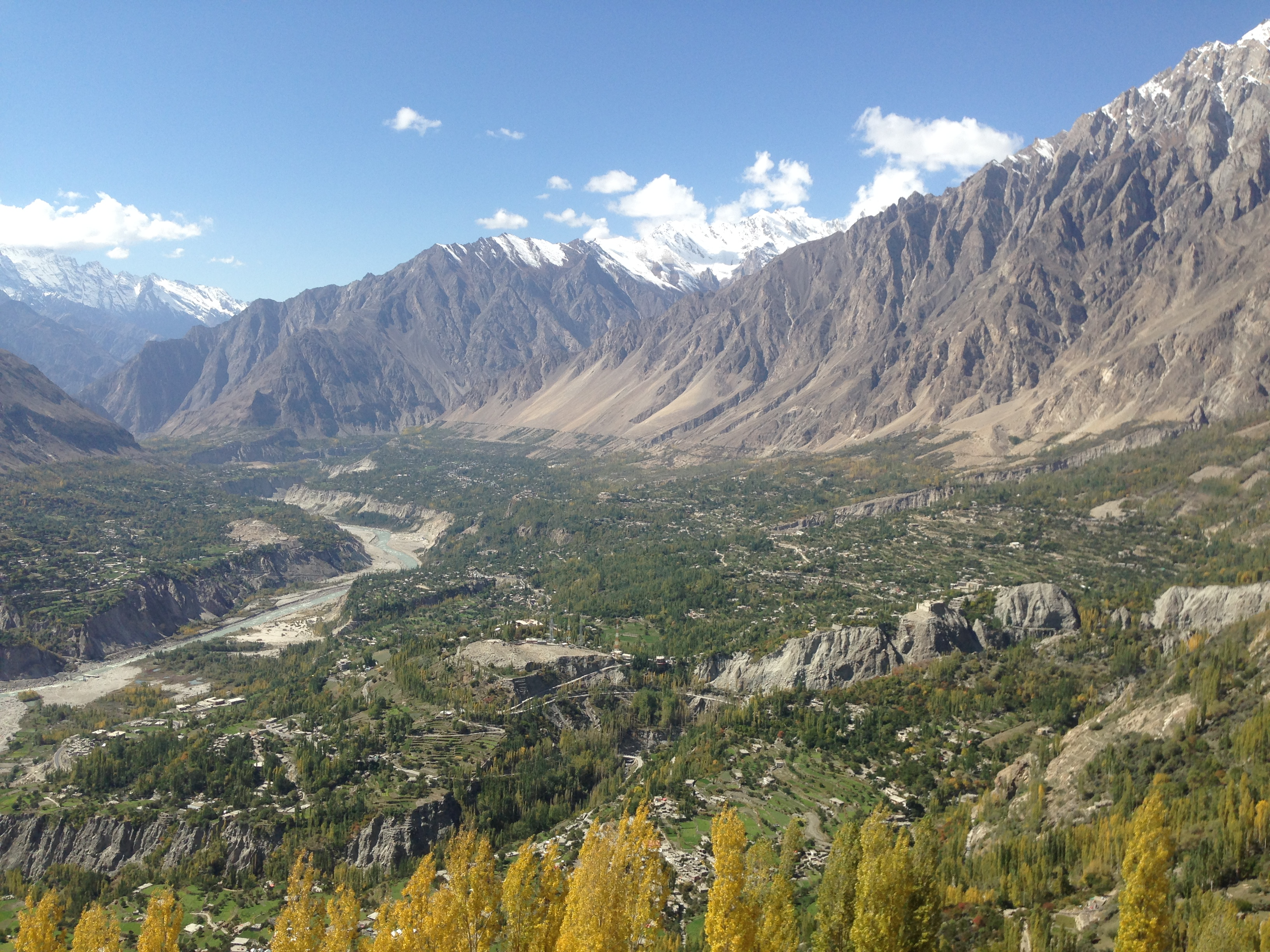

## Nazwa
Użytkownicy języka buruszaski nazywają siebie Burúśo, a w dialekcie doliny Yasin Burúśu, przy czym morfen -o (lub -u) jest jedną z końcówek liczby mnogiej w tym języku. Forma liczby pojedynczej to Burúśin. Zatem Burúśo – Buruszowie jest endoetnonimem. Określenie Hunzakuts (lub Hunzakuc, Húnzukuts, zależnie od dialektu i przyjętej dla języka buruszaski konwencji zapisu, z akcentem na pierwszej sylabie) jest albo politonimem (określeniem terytorialno-politycznym), oznaczającym wszystkich mieszkańców żyjących obecnie w dystrykcie Hunzy, a wcześniej w księstwie Hunzy, albo jest określeniem wyłącznie terytorialnym, oznaczającym wszystkich mieszkańców doliny Hunzy.
We współczesnym anglosaskim piśmiennictwie akademickim na określenie ludu Buruszowie stosowane są nazwy: Burushos, the Burusho, Burusho people, przy czym przymiotnikiem jest Burusho. (Por. pozycje bibliograficzne w „Przypisach” poniżej.)

### Źródłosłów
Według Iliji Čašule, badacza języka buruszaski, etymologia etnonimu Burúso może wskazywać albo na buúri oznaczające w języku buruszaski 'grań, szczyt wzgórza, wierzchołek’, albo może być powiązana genetycznie z nazwą szczepów frygijskich ‘Bruges, Brugoi’. Badacz ten podkreśla jednocześnie, że dla tego etnonimu nie ustalono ostatecznej etymologii (no definitive etymology for the ethnonym Burúso).

### W języku polskim
Polską nazwę Buruszowie jako obowiązującą podają: Encyklopedia PWN (internetowa wersja) i encyklopedyczny leksykon Ludy i języki świata (PWN, 2000). Jest to także nazwa podana w Wikisłowniku (patrz Burusz). Korpus Języka Polskiego PWN nie zawiera słów pochodnych od „Burusz”, brak też przymiotnika. Obok cyfrowej wersji Encyklopedii PWN i niewielkiego leksykonu, wymienionego powyżej, nazwy ‘Buruszowie’ w odniesieniu do ludu i ‘buruszaski’ w odniesieniu do ich języka występują w piśmiennictwie językoznawczym, a także w użyciu potocznym (np. wzmianka o Buruszach w artykule w polskiej edycji „National Geographic” z 2018 r.). Język polski nie utworzył jeszcze przymiotnika, który by odnosił się do tej grupy etnicznej; ‘buruszaski’ odnosi się wyłącznie do języka, którym mówią Buruszowie.
W popularnej polskiej literaturze, szczególnie dotyczącej wypraw wysokogórskich i himalaizmu, a także w artykułach prasowych na temat rzekomej długowieczności Buruszów i ich sposobu odżywiania się, stosowane jest do określenia tej grupy etnicznej słowo „Hunza”, także w pełnej deklinacji (np. w Poniżej i powyżej 8000 metrów Hermanna Buhla w tłumaczeniu Jerzego Kopacza, oraz w książce Tajemnice zdrowia plemienia Hunzów w tłumaczeniu Marii Grodeckiej), co w świetle analizy językoznawczej nie jest prawidłowe. Polskie słowo Hunza może być nazwą rzeki, doliny, w której ona płynie, księstwa w latach 1892–1947 oraz dystryktu administracyjnego w dzisiejszym Pakistanie. Odnośnie do ludu zamieszkującego dolinę Hunzy poprawne jest określenie „mieszkańcy (doliny) Hunzy”.

### Wątek bałtosłowiański
Badacze, wykazujący jako kolebkę wspólnoty bałtosłowiańskiej tereny w Azji Środkowej, powołują się w swoich badaniach nie tylko na dane językoznawcze (jak I. Čašule), ale i na dociekania na polu genetyki populacyjnej. Te ostatnie mogą według nich wskazywać na to, że jedna z fal emigracyjnych z rejonu współczesnego Pakistanu, która dotarła do obszarów obecnej Europy Środkowej, „niosła w sobie ludzi, których genetycy określili w owej publikacji jako Bartangi, Sinte Romani (ostatnio zwani Romami) oraz ludzi Hunza (czyli Buruszów)”. Jadwiga Pstrusińska, polska orientalistka, w artykule opublikowanym w maju 2020 r. dowodzi, że „można założyć, iż na północno-zachodnich krańcach Indii (obecnie północny Pakistan), rezydowała ongiś nieznana nam ludność, bliska genetycznie tak zwanej grupie bałtosłowiańskiej, której część przywędrowała w zamierzchłych czasach na północno-wschodnie obszary dzisiejszej Polski”, i że, co za tym idzie, istnieje etniczne podobieństwo między toponimem Prusy a etnonimem Burúśo. Nie jest to stanowisko podzielane przez innych badaczy języków (np. J.H. Holst, P.C. Backstrom, G.D. Bengtson, K. Tuite).

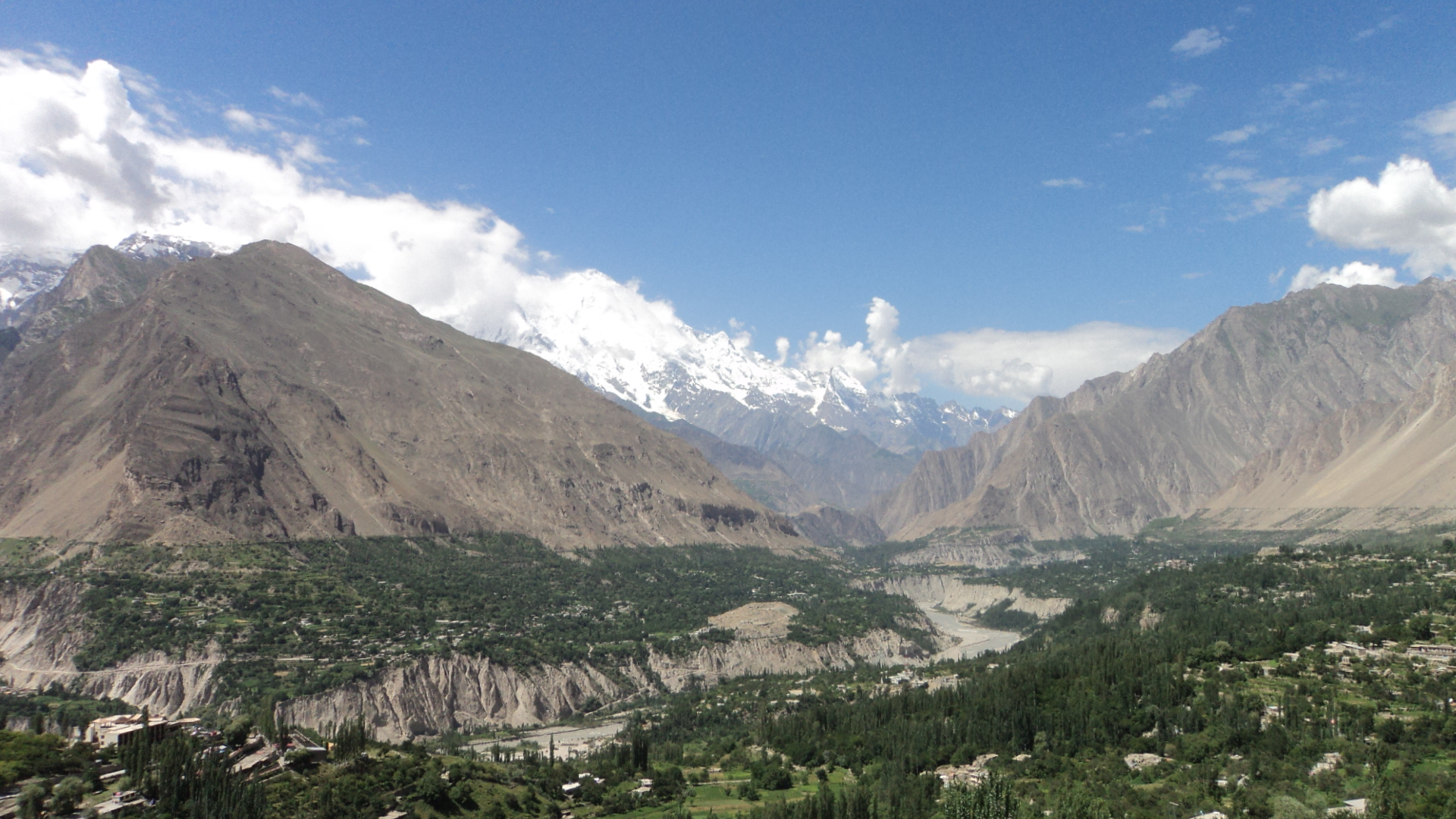
Hunza i Nagir w środkowym biegu rzeki Hunzy

## Język
Buruszowie posługują się językiem buruszaski, którego pochodzenie i związki genetyczne z innymi językami są przedmiotem debaty między językoznawcami. Wśród nowszych badań wskazywano m.in. na podobieństwa do języków tak odległych grup jak Słowianie południowi czy ludy bałtyckie. Włączono również buruszaski do hipotez zmierzających do ustalania rodzin językowych obejmujących m.in. języki chińsko-tybetańskie, jenisejskie, nach-dagestańskie i język izolat – baskijski, żadna z tych hipotez nie okazuje się jednak wolna od błędów. Według najnowszych badań (ogłoszonych w 2017 r.) buruszaski nie jest językiem izolowanym, ponieważ teoria J.H. Hosta udowadnia na polu gramatyki, fonetyki i słownictwa jego bezpośrednie pokrewieństwo z rodziną języków kartwelskich z Kaukazu Południowego.
Buruszaski jest zasadniczo językiem mówionym, gdyż nie posiada własnego alfabetu, a do początków XX w. Buruszowie, poza nielicznymi członkami najwyższych warstw, pozostawali niepiśmienni. Pierwsi systematyczni badacze języka (D.L.R. Lorimer, G. Morgenstierne, K. Bouda) przyjmowali do jego zapisu własne lub międzynarodowe systemy transkrypcji fonetycznej. Stosowany obecnie międzynarodowy alfabet fonetyczny ujednoznacznia dane prezentowane w dziełach naukowych, acz ich prezentacja i interpretacja pozostają przedmiotem debat. Natomiast do zapisu tekstów (a nie tylko dźwięku mowy) stosowany jest albo alfabet arabski, albo są one transkrybowane na alfabet łaciński.
W języku buruszaski nadawane są od połowy lat 80. XX w. audycje radiowe, a w Internecie dostępnych jest mnóstwo blogów i podobnych stron poświęconych Buruszom i ich językowi.

## Historia

### Okres najwcześniejszy

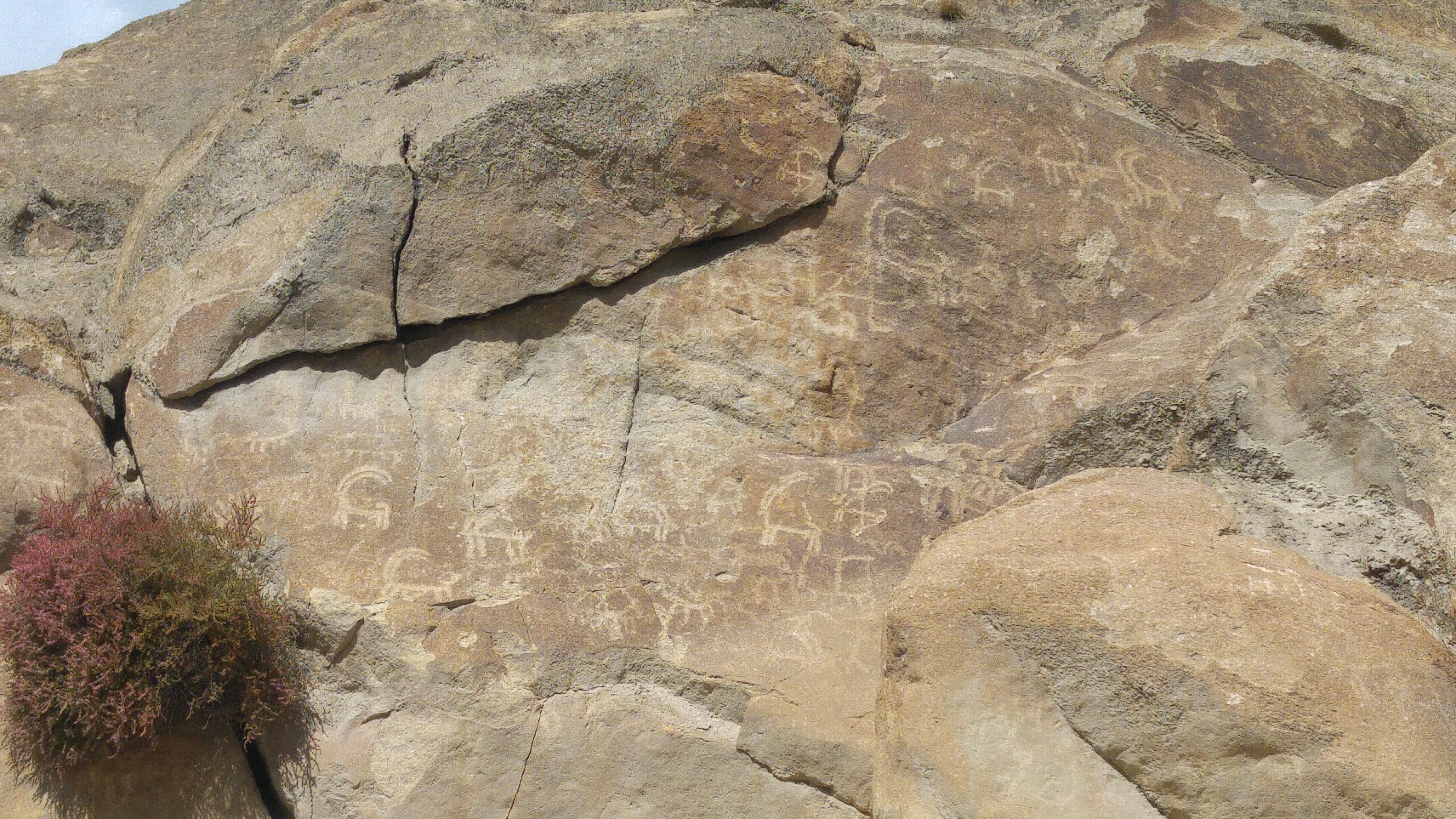
Święta skała Hunzy, lokalnie zwana Haldeikish

Lud, którego językiem jest buruszaski, to autochtoniczni mieszkańcy środkowej i górnej części doliny rzeki Hunza w sensie najwcześniejszych osiedleńców w tym rejonie, gdyż etnograficzne badania regionów Gilgit-Baltistan wykazują migracyjne pochodzenie ich mieszkańców. Mahabharta, jeden z hinduskich poematów epickich opisujących historię starożytnych Indii, wymienia lud „Hamsakayana (haṃsakāyana)”, utożsamiany ze współczesnymi Hunzakuc. Na dzieje ludów zamieszkujących doliny rzek Hunzy i Gilgitu oraz pobliskie rejony miały wpływ przebiegające w ich pobliżu trasy Jedwabnego Szlaku, w mniejszym natomiast stopniu, kształtujące się w okresie VII-VI w. p.n.e. terytoria Mahadżanapady. Byt państwowy (królestwo), który ukształtował się w tym północno-zachodnim krańcu subkontynentu indyjskiego – Gandhara (Peszawar-Rawalpindi) nie sięgał w wysoko położone i praktycznie niedostępne tereny górskie. Od co najmniej przełomu tysiącleci przez przełęcze Karakorum i Hindukuszu przebiegały te odnogi południowej trasy Jedwabnego Szlaku, które prowadziły bezpośrednio na tereny dzisiejszych Indii, Pakistanu i Afganistanu. Szlakami handlowymi podążali, obok kupców z Azji środkowej i wschodniej, też buddyjscy pielgrzymi, o czym świadczy ok. 30 tys. petroglifów i innych znaków naskalnych oraz ok. 5 tys. napisów w kilku różnych językach i systemach zapisu, które zidentyfikowano m.in. w dolinie rzeki Hunza. Na liście światowego dziedzictwa UNESCO znajduje się tzw. Sacred Rock of Hunza (‘święta skała Hunzy’) z petroglifami datowanymi od czasów prehistorycznych po znaki buddyjskie – najliczniejsze – z pierwszych wieków pierwszego tysiąclecia n.e.; zabytek ten znajduje się na lewym brzegu rzeki Hunzy, ok. półtora kilometra od miejscowości Karimabad.

### Mit o żołnierzach Aleksandra Macedońskiego
Chętnie przytaczany przez wydawnictwa turystyczne, propagandowo-polityczne i te o nastawieniu ezoterycznym lub podobnym mit o pochodzeniu mieszkańców Doliny Hunzy od żołnierzy z armii Aleksandra Wielkiego nie znajduje niepodważalnych dowodów genetycznych, choć możliwe są spekulacje oparte na analizach danych językowych. Niejaką podstawę może ten mit mieć, jak twierdzi badacz tego zagadnienia H. Sidky, także w historii owego obszaru na styku Europy i Azji w ostatnich wiekach przed naszą erą, kiedy rozciągało się tam królestwo greko-baktryjskie.
O tym, że mirowie Hunzy i Nagiru wywodzą swoją dynastię od Aleksandra Macedońskiego, pisali obszerniej w połowie lat 30. XX w. David L. Lorimer, brytyjski oficer i urzędnik w rządzie Indii Brytyjskich oraz zasłużony badacz języka buruszaski, R. Schomberg, brytyjski oficer, szpieg i podróżnik, i inni, również wcześniejsi autorzy, np. E.F. Knight. Według wersji spisanej przez Haji Qudratulla Bega, mieszkańca Baltitu oraz znawcy folkloru i tradycji Hunzy, w tym tej przytaczanej przez H. Sidky, Aleksander Macedoński, zdobywszy „niemal cały świat”, wrócił do Babilonu, gdzie złożony chorobą zdołał jeszcze przed śmiercią przekazać swoje imperium czterem dowódcom. Jeden z nich, zwany Bactriana, rządził ziemią Tartarów. Kiedy wiele lat później podczas marszu przez dolinę rzeki Hunzy pięciu z jego żołnierzy powaliła choroba, musiał ich tam zostawić. Ale oni wydobrzeli i osiedlili się w dolinie. Inna wersja mitu mówi, że tych pięciu wojowników pochodziło wprost z armii Aleksandra, a osiedlili się w Hunzie wraz ze swoimi perskimi żonami; to oni mieliby założyć wioski Baltit, Altit i Ganesh.
Nie da się dokładnie odtworzyć dziejów królestwa Greków baktryjskich, obejmującego w przybliżeniu ziemie podbite przez Aleksandra, z powodu skąpych podstaw archeologicznych i przekazów piśmiennych, ale nie można wykluczyć możliwości kontaktu pomiędzy zasiedlonymi przez Greków obszarami u podnóży Hindukuszu a doliną rzeki Hunzy. Jednakowoż okres największej ekspansji terytorialnej Baktrii przypada na lata 190. p.n.e., a zatem prawie 150 lat po śmierci Aleksandra Macedońskiego. Obecność starożytnych Greków w dolinach Hindukuszu interpretuje H. Sidky jako element „ludowej pamięci” (folk memory), która mogła z czasem stworzyć mit. Podkreśla jednak równocześnie, że nie można mieć tu pewności, ponieważ opowieści o Grekach i Aleksandrze mogły dotrzeć do Hunzy z zewnątrz. Istnienia wspólnych przodków Buruszów i Macedończyków pod wodzą Aleksandra mogłyby dowieść badania genetyczne, ale H. Kreutzmann, powołując się na wyniki badań ogłoszonych w 2007 r., stwierdza, że nie wykazały one żadnej jednoznacznej łączności. Co więcej, przypomina, że oficjalne spotkanie w Skopje w 2007 r. między gubernatorem Obszarów Północnych Ghazanfarem Ali Chanem (synem ostatniego władcy księstwa Hunzy Jamala Chana) a władzami Macedonii miało dla niej cel wyłącznie propagandowy: po kompromisowym rozwiązaniu kwestii nazwy nowej europejskiej republiki, powoływanie się na Aleksandra Macedońskiego i związane z nim mity straciło atrakcyjność.
Kontrowersje budzi również wysunięta przez macedońskiego lingwistę Ilija Čašule teza o genetycznej zbieżności języka buruszaski z językami indo-europejskimi, a szczególnie i przede wszystkim – słowiańskimi, co miałoby potwierdzać starożytne związki między Buruszami a ludami bałkańskimi. Teza ta spotkała się z wielostronną krytyką, nawiązującą także do akceptacji legendy o Aleksandrze Macedońskim przez Čašule. Na gruncie lingwistycznym z artykułami tezy Čašule rozprawił się Jan Henrik Holst, stwierdzając, że macedoński badacz „nie ma dostatecznej wiedzy w kilku dziedzinach: ani tej dotyczącej lingwistyki indoeuropejskiej, ani tej na temat języka buruszaski, ani w zakresie metodyki językoznawstwa historycznego”.
Dla Buruszów dzisiaj mit o genetycznym pokrewieństwie z Aleksandrem Macedońskim (na które powoływali się XIX-wieczni władcy Hunzy) lub z jego wojownikami ma wg H. Kreutzmanna duże znaczenie – jako chwyt reklamowy szczególnie atrakcyjny w kontekście turystycznym.

### W księstwie Hunzy i Nagiru
W księstwach Hunzy i Nagiru, autokratycznie rządzonych przez władców zwanych w buruszaski tham państewkach (istniejących od ok. XV w.), Buruszowie zajmowali wyjątkową pozycję. Przede wszystkim przez stulecia byli właściwie jedyną grupą etniczną żyjącą w środkowym biegu Hunzy na obu jej brzegach i stanowili większość mieszkańców także po okresie napływu Wachów, którzy osiadali w górnym biegu Hunzy za czasów Sulima Chana III (panował 1788-1824). Ten tham tak sprawnie kierował sprawami księstwa, rozbudowując kanały irygacyjne, powiększając tereny upraw, podporządkowując sobie nowe tereny, że liczba jego poddanych znacznie wzrosła. Uzyskiwane plony nie zaspokajały jednak w pełni ich potrzeb, tym bardziej że znaczna ich część oddawana była na rzecz domu rządzącego, rozległej rodziny thama, oraz licznej warstwy otaczających go wielmożów (guśpúr) i ich rodzin. Społeczeństwa w państewkach Buruszów były ściśle klasowe, bez możliwości awansu społecznego, gdyż nie tylko władza, ale i przynależność do danej grupy społecznej były dziedziczne i niezmienne. Uprzywilejowane warstwy najwyższe składały się wyłącznie z Buruszów. Między Hunzą a Nagirem nierzadko dochodziło do gwałtów i napadów, stąd wioski po obu stronach rzeki miały przez stulecia obronny charakter. Warunki i poziom życia, oparte na rolnictwie, pasterstwie i łowiectwie, były w księstwach tak marne, że koniecznym było szukanie zarobku w inny sposób. W XIX w. Buruszowie z księstwa Hunzy mieli już ugruntowaną sławę górskich rabusiów, którzy regularnie napadali na karawany wędrujące między Kaszgarem a Afganistanem. Procederem nawet gorszym, a uprawianym przez buruszowskich (ale nie przez Buruszów z Nagiru) bandytów od niepamiętnych czasów, był zorganizowany handel niewolnikami. Wszyscy porwani w trakcie napadu na karawanę, w tym kobiety i dzieci, przepędzani byli przez góry i sprzedawani bezpośrednio chińskim i kirgiskim handlarzom niewolników w Turkiestanie. Buruszowie byli tak wielkim postrachem okolicznych dolin, a ich zbójeckie eskapady budziły tak ogromną niechęć Brytyjczyków, którzy od lat 70. XIX w. ustanowili swoją obecność w Kaszmirze, że nakaz ich zaprzestania był jednym z warunków ultimatum postawionym thamowi Safdarowi Ali Chanowi (panował 1886–1891). Jego niedotrzymanie (ale i inne względy) doprowadziły do akcji militarnej w grudniu 1891 r., tzw. kampanii o Hunzę i Nagir, w wyniku której oba państewka Buruszów zostały podporządkowane Indiom Brytyjskim. Okres 46 lat rządów Nazima Chana (panował 1892–1938) przyniósł Buruszom w Dolinie Hunzy spokojniejsze i bardziej dostatnie życie. Stopniowo wyprowadzano się z ciasnych wiosek obronnych (zwanych w buruszaski khan) i zasiedlano dalsze tereny. Zmianie nie uległ jednak układ klasowy buruszowskich społeczeństw, umocnił się za to inny element ich uprzywilejowania wobec innych grup etnicznych zamieszkujących księstwa – niższe obciążenia podatkowe.
Podczas swych długich rządów Nazim Chan zwiększył przychody warstwy rządzącej poprzez zwiększenie zakresu pracy przymusowej, wykonywanej przez najniższe warstwy (baldákuyo i Ḍom), oraz przez znaczne podniesienie podatków, przeważnie w naturze. Od tych ciężarów zwolnieni byli bezpośrednio mu poddani Buruszowie i mieszkańcy peryferyjnego regionu Shinaki, natomiast rejon Gojal stał się głównym dostawcą podatku opłacanego w zbożu, maśle i zwierzętach hodowlanych. Na początku rządów Nazima Chana różnice w opodatkowaniu były wyjątkowo duże, bo, jak podaje H. Kreutzmann, przeciętnie mieszkaniec Gojalu wnosił podatek 10-krotnie wyższy niż mieszkaniec samej Hunzy. Chociaż sam Nazim Chan nie był czystej krwi Buruszem (jego matka była Wachanką), miał o mieszkańcach Gojalu zdanie znacznie niższe zdanie niż o Buruszach z Hunzy, co szło w parze z ich własną opinią o samych sobie. Uważali się bowiem za klasę wojowników łupiących karawany, podczas gdy w mieszkańcach Gojalu widzieli jedynie producentów i dostawców żywności. Później, w okresie pod zwierzchnictwem brytyjskiej Gilgit Agency, to uprzywilejowanie Buruszów widoczne było w przydzielaniu im przez Nazima Chana prestiżowych i płatnych pozycji urzędniczych (uyóṅko), do których mówiący językiem szina mieli ograniczony dostęp, a Wachowie żadnego. Podobnie było z przydziałem do Gilgit Scouts, paramilitarnej formacji przy Gilgit Agency, w której służba, stała lub czasowe, była odpłatna.
Wraz ze zmianą układu politycznego po 1947 r. i wejściu państewek w Dolinie Hunzy pod częściową administrację Pakistanu społeczne układy uległy daleko idącym przekształceniom, dając Buruszom więcej swobody w wyborze miejsc osiedlenia (wielu z nich wyemigrowało z Hunzy do Gilgitu, a potem do innych części Pakistanu) i stwarzając szanse zdobycia wykształcenia, także poza Hunzą. Dzięki finansowemu wsparciu ze strony Aga Khan Development Network unowocześniono gospodarkę, stworzono system opieki zdrowotnej i rozwinięto szkolnictwo. Okres po rozwiązaniu księstw Hunzy i Nagiru (w 1974 r. i 1972 r.) przyniósł Buruszom wiele kolejnych, choć nie zawsze dobrych zmian, głównie w rezultacie rozwoju transportu i turystyki.

### Współcześnie
Ruch polityczny przeciwny systemowi reprezentowanemu przez thama (mira) – którego wyrazem były np. manifestacje buroszowskich studentów w Karaczi w 1969 r. – przyczynił się do obalenia księstwa, choć sentymenty „pro-thamowaskie” utrzymywały się wśród Buruszów jeszcze po włączeniu Hunzy do Pakistanu. Reformy rządu Zulfikara Ali Bhutto, którego partia miała w Hunzie wielu zwolenników, jedynie powoli docierały do wysokogórskiej prowincji. Największe przemiany, gospodarcze i społeczne, następowały wraz z budową szosy karakorumskiej (Karakoram Highway), postępującej etapami od połowy lat 60. XX w. do uroczystego otwarcia szlaku drogowego łączącego Pakistan i Chiny przez przełęcz Khunjerab w czerwcu 1978 r. Nie tylko zapewniła ona łatwiejsze dostawy żywności do społeczności w Dolinie Hunzy, ale dosłownie połączyła Buruszów i ich sąsiadów z resztą świata. Podstawowymi źródłami dochodu dla gospodarstw domowych Buruszów mieszkających w Dolinie Hunzy są sadownictwo (gł. morele, czereśnie), rolnictwo (gł. ziemniaki, lucerna) i wypas owiec i jaków, przy czym coraz większy udział w tych dochodach mają pensje otrzymywane w sektorze usług (gł. służba wojskowa i państwowa, handel, turystyka) oraz dotacje m.in. z organizacji rozwojowych. Obecnie Buruszowie mieszkają nie tylko jak wieki temu w Dolinie Hunzy, w tym w dolinie Yasin, ale i żyją rozproszeni po Pakistanie, głównie w takich ośrodkach jak Gilgit, Srinagar, Islamabad, Lahaur i Karaczi. Znaczącym zjawiskiem jest migracja zarobkowa do krajów na Półwyspie Arabskim, Afganistanu i Tadżykistanu, ale i do Europy (głównie do Wielkiej Brytanii), USA i Kanady. Szukający wykształcenia za granicą udają się przeważnie do Chin., zachowując silne poczucie przynależności etnicznej i językowej, a tym samym odrębności od otaczających ich społeczności, szczególnie na obczyźnie.

## Religia

### Szamanizm
Pierwotną religią ludów zamieszkujących kotliny w Dolinie Hunzy był szamanizm oparty na wierze w świat duchów gór – pari – dostępny im poprzez szamana – bitan – wchodzącego w trans w rezultacie wdychania dymu z tlących się gałązek jałowca i cedru, a następnie po wypiciu porcji koziej krwi kontaktującego się z pari. Przyjęcie w późniejszych okresach innych orientacji religijnych nie doprowadziło do porzucenia szamanizmu, a o obecności praktykujących bitan w Hunzie i Nagirze pod koniec XIX w. wspomina np. John Biddulph, brytyjski Political Agent w Gilgicie. Praktyki szamańskie były utrzymywane wiernie i regularnie, a szacunek, jakim otaczano bitan, opierał się również na jego autorytecie jako doradcy władcy sankcjonującym jego władzę i poczynania. O działalności bitan jako uzdrowicieli i wróżbitów w latach 30. XX w. wspomina inny brytyjski oficer i podróżnik R.C.F. Schomberg, ale wraz ze zmianami politycznymi malał ich wpływ, aż do całkowitego zaniku po rozwiązaniu księstw na początku lat 70. XX w. Bitan pojawili się jednak ponownie pod koniec lat 80., serwując jako atrakcję turystyczną taniec w transie w rytm wybijany na bębnach, ale Burusze nie traktują ich popisów poważnie.

### Buddyzm
Buddyzm był w okolicach Doliny Kaszmirskiej religią dominującą od pierwszego stulecia n.e. i największy rozkwit osiągnął w okresie od V do VIII wieku. W najwyższych regionach Kaszmiru i dalej na północ rozprzestrzenił się stosunkowo późno, choć został przyjęty przez Aśokę, władcę Magadhy, do której Kaszmir wówczas należał, pod koniec III w. n.e. We wcześniejszym okresie, kiedy władzę nad danym terytorium sprawowały rady plemienne i dowódcy wojskowi, duchowe zwierzchnictwo nad hinduistyczną ludnością sprawowali bramini. Wyrosła w obrębie bramanizmu nauka Buddy i innych reformatorów religijnych w lepszy sposób odpowiadała potrzebom zarówno ówczesnej państwowości, jak i ludności, którą się z tą nauką zetknęła. Według afgańskiego badacza Hafizullaha Emadi, buddyzm dotarł aż do Gilgitu i Hunzy. Egalitaryzm nauk buddyzmu pozwolił mu na kilkuwiekowy rozkwit jako religii ludowej aż do drugiej dekady XIV w., kiedy po kolejnej zmianie na tronie zwierzchność nad Kaszmirem objął Szams ud-din Szach, który wkrótce po objęciu władzy w 1320 r. przeszedł z buddyzmu na islam i przyjął tytuł sułtana Sadar-ud-Din.

### Islam
Ismailiccy duchowni (l. poj. daʾi) dotarli do Azji Środkowej na przełomie IX i X w., szerząc izmailicką taʾwīl, alegoryczną interpretację Koranu, z mniejszym lub większym powodzeniem wśród Samanidów, a następnie dalej na wschód i północ przez Afganistan, Badachszan, Kaszgar (Yarqand), region Wachanu, Chitralu aż po Yasin. Pośród nawróconych władców był Taj (Tẚğ) Moghul z Badachszanu, który – jak mówi tradycja, ponieważ źródła nie są tu jednoznaczne – w trakcie swoich podbojów w XIV w. opanował Hunzę i zaszczepił na jej terenie ismailicką wersję szyizmu. Ta jednak uwiędła, gdyż, jak się przypuszcza, Taj Moghul wycofując się do Badachszanu, nie pozostawił na miejscu dostatecznie licznych i charyzmatycznych nauczycieli (daʾis), więc wśród Buruszy górę brała szyicka wiara imamitów. Dopiero tham Silum Chan III ponad 5 wieków później był pierwszym władcą Hunzy ismailitą, gdyż był wychowywany przez ismailicką rodzinę migrantów z Badachszanu. Nie zdołał jednak z powodu braku duchownych rozpropagować ismailickiej taʾwīl wśród poddanych i tylko jego pogrzeb odbył się według tego rytu. Z okresu jego rządów pochodzi jeden z najstarszych (prawdopodobnie z 1806 r.), stojących do dziś meczetów w Hunzie – meczet w założonej przez niego w wiosce Haiderabad. Jego syn i następca Ghazanfar Chan (panował 1824-1857) dopiero po 15 latach sprawowania rządów przystąpił do spełniania obietnicy ojca sprowadzenia z Badachszanu daʾis do księstwa Buruszów. Oficjalnie przyjął w końcu tę wiarę jednak z rąk daʾi przybywającego z Misgaru przy szlaku ku chińskiej granicy, a razem z nim uczynili to wszyscy dostojnicy księstwa. Jako moment wielkiej religijnej konwersji większości Hunzakuc podaje badacz tego zagadnienia Faquir Muhammad Hunzai –sierpień 1838 r. Jedynymi Buruszami w pobliżu stolicy (Baltit), którzy odmówili zmiany wiary byli mieszkańcy wioski Ganesh, leżącej na południe od Baltitu, na wprost księstwa Nagiru. Buruszowie w Nagirze nie zetknęli się bezpośrednio z izmailicką taʾwīl i pozostali (do dziś) przy szyickiej ithna aszari. W Gojalu, w górnej Hunzie, ismailizm był już dobrze osadzony, ponieważ jego mieszkańcami byli przeważnie Wachowie, migranci z Badachszanu. Od końca XIX w. do pierwszych dekad XX w. administracja brytyjska prowadziła dokładne rejestry przynależności religijnej i dzięki nim wiadomo, że przez ostatnie sto lat nic się raczej nie zmieniło: Buruszowie i inni Hunzakuc w dolinie Yasin i Hunzy są w przeważającej większości ismailitami, natomiast mieszkańcy Nagiru imamitami.
Od początków XX w., a szczególnie dzięki zabiegom Agi Chana III, Sultana Mahommeda Szah, izmailici w Dolinie Hunzy otaczani są szczególną troską, przede wszystkim w kwestii rozwoju szkolnictwa, także dostępu do nauki dziewcząt. Tak jak ambicją Agi Chana III było doprowadzenie do tego, by wszyscy izmailici byli piśmienni (do wejścia Hunzy pod administrację brytyjską piśmiennych było tylko niewielu spośród najwyższej warstwy wielmożów), tak ambicją Agi Chana IV, Karima al-Hussaini, jest całościowa modernizacja życia Buruszów w Hunzie. Założone przez niego Aga Khan Foundation i Aga Khan Development Network inicjują i finansują projekty nie tylko w szkolnictwie, ale w służbie zdrowia, ubezpieczeniach, budownictwie, usługach finansowych i wspomagają samodzielną działalność gospodarczą. Oczywiście korzystają z postępu i wzrostu poziomu życia wszyscy Buruszowie, nie tylko izmailici. Według danych z pierwszych lat XXI w. szkolnictwem objętych było 98% mieszkańców Hunzy.
Już pierwsi podróżnicy w Dolinie Hunzy, jak John Biddulph, donosili o raczej swobodnym podejściu Buruszów do nakazów religijnych, szczególnie odnośnie do alkoholu (produkowanego i spożywanego w Hunzie w znacznych ilościach), metod zabijania zwierząt i relacji między płciami. Co prawda wrażenia brytyjskiego Political Agent dotyczyły drugiej połowy XIX w., ale i dzisiejsi podróżnicy potwierdzają liberalny, daleki od wszelkiej ortodoksji stosunek Buruszy do religii.

## Powszechna dieta

### Obecnie

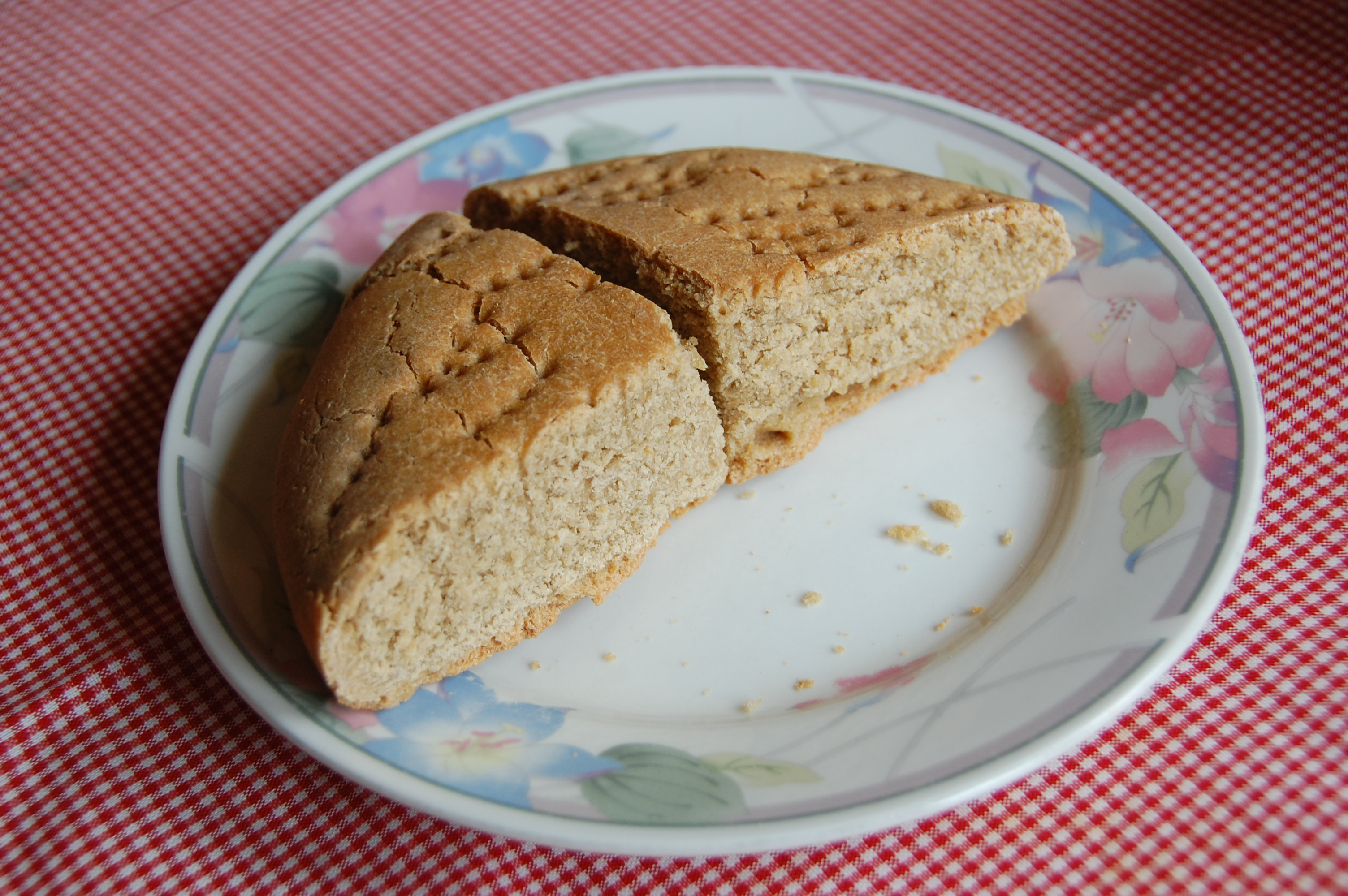
Jeden z rodzajów chleba wypiekanych w Hunzie

Jeżeli przyjąć jako wyznaczniki: niestosowanie nawozów sztucznych i nienaturalnych środków ochrony roślin, sezonowe i lokalne pochodzenie produktów, najprostsze metody obróbki (np. suszenie, gotowanie) oraz nieznaczne ilości mięsa, wówczas sposób odżywiania się Buruszów od pokoleń należy uznać za wyjątkowo zdrowy. W przeszłości korzystny wpływ okresów regularnego postu wynikał jednak nie tyle z samodyscypliny, ile był wymuszany przez niedostatek żywności na przednówku (wczesną wiosną). Głównymi pokarmami są ziemniaki, zboża (jęczmień, proso, gryka i pszenica) z pełnego przemiału i przeważnie w formie chleba typu czapati, zwanego w tamtym rejonie phitti, warzywa (fasola szparagowa, groch, marchew, rzepa, dynia, szpinak), orzechy (orzechy włoskie, laskowe, bukowe i migdały), owoce (morele, jabłka, gruszki, brzoskwinie, wiśnie i czereśnie oraz jeżyny) i produkty z mleka jaków i owiec. Głównym źródłem białka zwierzęcego jest drób (kurczaki), wołowina i baranina pojawiają się w diecie Buruszów rzadko.

### W perspektywie historycznej
Do początkowego – a jak się okazuje i fałszywego – wyobrażenia na temat typowej dla Buruszów diety wegetariańskiej przyczynił się fakt, że pierwsze opisy ich sposobu odżywiania się, jak te sporządzone przez Brytyjczyków w latach 70. XIX w., powstawały na podstawie pobytów w dolinie rzeki Hunzy latem. Spożywanie świeżych warzyw i owoców w okresie ich sezonowej dostępności było równie naturalną strategią przetrwania w surowym górskim klimacie, co spożywanie suszonych moreli zimą oraz zabijanie zwierząt hodowlanych, przeważnie chorych lub starych, w tym okresie, kiedy nie było dla nich paszy, a pastwiska leżały pod śniegiem, czyli zimą. Jedzenie przeważnie surowych roślin wynikało z konieczności oszczędzania drewna na okres zimy. Jak i u innych ludów żyjących w porównywalnych warunkach całorocznym źródłem tłuszczów był nabiał produkowany z mleka kóz, owiec i jaków. Niektóre z obecnych upraw, jak ziemniaki, pomidory, buraki i wiele innych, zostały albo wprowadzone przez Brytyjczyków (np. ziemniaki), albo pojawiały się równolegle z rozszerzaniem się kontaktów z resztą świata.

## Mit o długowieczności mieszkańców Hunzy
Kultura masowa wiąże z Buruszami mieszkającymi w pięknej krajobrazowo Dolinie Hunzy mit o krainie naturalnego piękna, harmonii i szczęśliwości jej długowiecznych mieszkańców – w anglosaskim obszarze językowym wiązanym z opowieściami o Shangri-La. W popularnej świadomości Shangri-La bywa utożsamiana z doliną rzeki Hunzy, a samym Hunzakuc, mieszkańcom tej doliny, przypisuje się takie cechy przemawiające do ludzkich marzeń i wyobraźni jak zdrowie, długowieczność i pogodne usposobienie. Te wyobrażenia są jednak produktem literatury i dziennikarstwa z jednej strony (głównie opowieści publikowane w popularnych magazynach przez Emily Lorimer w latach 30. XX w.), a autoreklamy prowadzonej przez władców Hunzy z drugiej. Korzenie tego mitu sięgają oczywiście głębiej.
W latach 1940. ukazały się dwie książki, szczegółowo przedstawiające sposób odżywiania się i tryb życia mieszkańców doliny Hunzy, które im rzekomo zapewniają wyjątkowe zdrowie i witalność aż po wiek dobrze ponad 100 lat. Autorem pierwszej z nich: Hunsa. Das Volk, das keine Krankheit kennt był Ralph Bircher, syn szwajcarskiego lekarza i dietetyka, Maxa Bircher-Bennera, który opracował recepturę musli i propagował produkty pełnoziarniste. Zawartymi w swojej książce opisami chciał Ralph Bircher bez wątpienia umocnić wiarę w skuteczność zalecanej przez ojca diety. Drugą książką była The Healthy Hunza (1947), której autor, Jerome Irving Cohen, także powiązał długowieczność Buruszów z ich ubogą w mięso dietą, spożywaniem moreli i ich pestek oraz piciem wody z potoków lodowcowych, a jego tezy zyskały ogromną popularność w latach 1960. Bardziej współczesny opis zbawiennego, zdaniem autora, wpływu na zdrowie buruszowskiego sposobu odżywiania i trybu życia przedstawia szczegółowo praca indyjskiego autora, dra Sahadevy dasa, zatytułowana Know Your Food Before Time Runs Out [Dowiedz się, co jesz, zanim będzie za późno].
Żadne z propagowanych opowieści o długowieczności Buruszów nie znalazły potwierdzenia naukowego. Wyniki badań m.in. amerykańskiego geriatry Alexandra Leafa, przeprowadzone w 1972 r. i opublikowane 10 lat później, podkreślają brak udokumentowanych danych statystycznych czy nawet przekazów pisemnych, które mogłyby potwierdzić ustne zapewnienia o wieku niektórych członków społeczności, sięgającym 110 lat. Kolejne badania wykazały, że średnia długość życia wśród mieszkańców Doliny Hunzy nie odbiega od przeciętnej, powszechne są niedożywienie i niedobór witamin oraz wysoka śmiertelność noworodków (do lat 1980. wynosiła aż 25%). Niedobór jodu jest przyczyną m.in. powszechności powiększenia tarczycy (wole), a ograniczona różnorodność genetyczna przyczynia się do upośledzeń umysłowych. Badania kliniczne zaprzeczyły także popularnym twierdzeniom, że spożywanie przez Buruszy pestek moreli chroni ich przez zapadaniem na choroby nowotworowe.
Niemiecki antropolog i autor obszernej monografii Hunzy Hermann Kreutzmann poświęcił w Hunza Matters (Wiesbanden, 2020) cały rozdział (s. 477–500) mitom wiązanym z tą doliną, jak mit krainy szczęśliwości, lub powstałymi w samej dolinie, jak mity o pochodzeniu jej władców od Aleksandra Macedońskiego oraz mit długowieczności jej mieszkańców. Ten ostatni Kreutzmann nazywa wręcz Hunza humbug – bzdurą o Hunzie. Powstawanie tych opowieści, ich tło polityczne, społeczne, a i gospodarcze, analizuje autor dokładnie także w treści monografii.